# José Luis Facerías
Pour les articles homonymes, voir Facerias.
José Luis Facerías, aussi connu comme Josep Lluis Facerías, Face ou Petronio, est un militant anarchiste espagnol né à Barcelone le 6 janvier 1920, et mort le 30 août 1957.
Facerías était une des principales figures avec Quico Sabaté de la guérilla anti-franquiste connue dans les années 1940 et 1950 pour sa vaillance en bravant la dictature franquiste par des actions en ville à visage découvert, en grande partie militaires. (Maquis urbains).

## Biographie
À l'âge de seize ans, José Luis Facerías devient membre de la CNT et des Jeunesses Libertaires du quartier barcelonais de Poble Sec.
Lorsque commence la Guerre civile espagnole, il s'enrôle dans la Colonne Ascaso. Il combat durant toute la guerre sur le front d'Aragon jusqu'à ce qu'il soit fait prisonnier en 1939 lorsque l'armée républicaine se replie. Cette même année, il perd sa compagne et sa fille âgée de quelques mois, assassinées lorsqu'elles fuyaient vers la France par les nationalistes franquistes.
José Luis Facerías est incarcéré par la dictature militaire jusqu'en 1945. Remis en liberté, il rejoint le Syndicat des Industries Graphiques de la CNT tandis qu'il travaille dans le même temps dans un restaurant. Il consacre son temps libre à l'activité anti-franquiste clandestine, étant l'un des membres les plus actifs des Jeunesses Libertaires de Catalogne qui relancent leur journal Ruta.
En 1947, il est de nouveau fait prisonnier, cette fois à la Prison Modelo de Barcelone. Convaincu que la lutte armée est la manière la plus rapide d'obtenir de l'argent pour financer le syndicat anarchiste et les militants emprisonnés, il décide de former le groupe guerrillero « Partida de maquis de Facerías ». La première action du groupe est le braquage de l'usine Hispano-Olivetti.  
José Luis Facerías meurt le 30 août 1957 dans un guet-apens tendu par la police franquiste. Une plaque commémorative se trouve à l'endroit où il fut abattu, à l'intersection de paseos Verdún et Urrutia avec la rue Pi i Molist de Barcelone, plaque où figure le texte suivant : « Josep Lluís Facerías. Militant libertaire. Mort à cet endroit dans une embuscade des forces de la dictature le 30 août 1957 à 10h45 du matin. »